# Willy Lockefeer
Willibrordus Livinus Amelia (Willy) Lockefeer (Hulst, 21 mei 1928 – Felenne, 12 september 2008)  was een Nederlands politicus van de KVP en later het CDA.
Hij werd geboren als zoon van A.L.S. Lockefeer die later burgemeester van Hulst zou worden. Hij is zelf afgestudeerd in de economie aan de Katholieke Economische Hogeschool in Tilburg en was ondernemer en docent. Van 1969 tot 1971 was hij lid van de Eerste Kamer en daarnaast was hij vanaf 1970 vier jaar lid Provinciale Staten van Zeeland. In maart 1973 werd Lockefeer benoemd tot burgemeester van Aardenburg. In 1983 was er twijfel over geknoei met een restaurantrekening. De rijksrecherche besloot na een onderzoek geen vervolging in te stellen maar de verhoudingen waren, mede door andere affaires, zo verslechterd dat hij in 1985 zelf ervoor koos niet voor een derde ambtstermijn te gaan en dus precies na 12 jaar te stoppen als burgemeester. Lockefeer ging in België wonen waar hij in 2008 op 80-jarige leeftijd overleed.